# 家庭保險大樓
家庭保險大樓（Home Insurance Building），世界第一幢摩天大樓，建于1885年，位於美國伊利諾州的芝加哥，樓高10層，42米，公認為世界第一幢摩天建築，由美国建筑师威廉·詹尼設計。1890年这座大楼又加建2層，增高至55米。下面6層使用生鐵柱是熟鐵梁框架，上面4層是鋼框架，牆僅承受自己的重量。最後於1931年拆除。